# Olenecamptus somereni
Olenecamptus somereni là một loài bọ cánh cứng trong họ Cerambycidae.